# Deutschland sucht den Superstar/Staffel 14
Die 14. Staffel  der deutschen Gesangs-Castingshow Deutschland sucht den Superstar wurde ab dem 4. Januar 2017 im Programm des Fernsehsenders RTL ausgestrahlt. In der Jury neu dabei war Shirin David, die Vanessa Mai ersetzte. Wie im Vorjahr galt das Motto „No Limits“, damit durften Musiker ohne altersmäßige und stilistische Beschränkungen am Casting teilnehmen. Sieger der Staffel wurde Alphonso Williams.

## Regeländerungen
Auch während der Phase des Recalls, der diesmal in Dubai stattfand, traten neue Castingkandidaten auf. Außerdem wurden die Auftritte der Gruppen im Recall nun wie die von Castingkandidaten gehandhabt: Jede Gruppe hatte vor dem Auftritt die Goldene CD eines Jurors auszuwählen. Direkt nach dem Auftritt bewerteten die Juroren einzeln die Mitglieder der Gruppe und stimmten über deren Weiterkommen ab; bei einem 2:2 zählte die Stimme des Jurors, dessen Goldene CD ausgewählt wurde, doppelt. In den Staffeln zuvor traf sich die Jury nach allen Auftritten einer Runde noch einmal, entschied gemeinsam, welche Kandidaten ausscheiden und gab dies vor allen Kandidaten bekannt.

## Dubai-Recall
 Weiter gekommen
 Ausgeschieden
 Ausgeschieden, in späterer Runde wieder aufgetreten
 Casting in Dubai
 Casting in Dubai, direkt ausgeschieden

### Startkandidaten
Der Recall in Dubai startete mit folgenden 30 Kandidaten:
| Kandidat                         | Alter | Runde | Runde | Runde | Runde | Runde | Tätigkeit                                                      | Herkunft                |
| Kandidat                         | Alter | 1.    | 2.    | 3.    | 4.    | 5.    | Tätigkeit                                                      | Herkunft                |
| -------------------------------- | ----- | ----- | ----- | ----- | ----- | ----- | -------------------------------------------------------------- | ----------------------- |
| Mariam Akopjan                   | 19    |       |       |       |       |       | Studentin                                                      | Berlin                  |
| Michelle Alcaraz                 | 20    |       |       |       |       |       | Zirkusartistin                                                 | Delitzsch               |
| Carolin Bäz-Dölle                | 27    |       |       |       |       |       | Gesundheits- und Krankenpflegerin                              | Lauscha                 |
| Sandro Brehorst                  | 18    |       |       |       |       |       | Schüler                                                        | Werne                   |
| Leon Buche                       | 28    |       |       |       |       |       | Musiker                                                        | Michendorf              |
| Andreas Diekmann                 | 38    |       |       |       |       |       | Sänger und Lebenskünstler                                      | Geretsried              |
| Lucia Desideria Dragone          | 20    |       |       |       |       |       | Fremdsprachenkorrespondentin                                   | Augsburg                |
| Natalie Ehrlich                  | 31    |       |       |       |       |       | Administratorin                                                | Helsa                   |
| Markus Gander                    | 26    |       |       |       |       |       | Transportmanager                                               | Kundl (Österreich)      |
| Duygu Goenel                     | 22    |       |       |       |       |       | Studentin (Pädagogik der Kindheit und Familienbildung)         | Duisburg                |
| Alexander Jahnke                 | 29    |       |       |       |       |       | Sachbearbeiter                                                 | Delmenhorst             |
| Robert Jakimovski                | 37    |       |       |       |       |       | Verrechnungspreisberater                                       | Hamburg                 |
| Bianca Jenny                     | 18    |       |       |       |       |       | Schülerin                                                      | Moosburg                |
| Patrick Keil                     | 30    |       |       |       |       |       | Physiotherapeut                                                | Gießen                  |
| Ivanildo Kembel                  | 40    |       |       |       |       |       | Barkeeper                                                      | Landsmeer (Niederlande) |
| Ersan Kurtisov                   | 19    |       |       |       |       |       | Ausbildungssuchend                                             | Radolfzell              |
| Natascha Lefert                  | 31    |       |       |       |       |       | Kauffrau im Einzelhandel                                       | Vellmar                 |
| Alexandra Lexer                  | 34    |       |       |       |       |       | Diplomierte Gesundheits- und Krankenschwester in Weiterbildung | Oberaich (Österreich)   |
| Alexandros Liopiaris             | 26    |       |       |       |       |       | Selbständiger Gastronom                                        | Nürnberg                |
| Felix Marks                      | 21    |       |       |       |       |       | Student                                                        | Neuzeug (Österreich)    |
| Danica Mae Miranda               | 20    |       |       |       |       |       |                                                                | Frankfurt am Main       |
| Chamelle Moser                   | 27    |       |       |       |       |       | Performance Artist                                             | Alpbach (Österreich)    |
| Andrea Renzullo                  | 20    |       |       |       |       |       | Arbeitssuchend                                                 | Sundern                 |
| Giuseppe Riggio                  | 22    |       |       |       |       |       | Speditionskaufmann                                             | Wiesbaden               |
| Elisabete Mendes Salgueiro       | 24    |       |       |       |       |       | Erzieherin                                                     | Bremerhaven             |
| Oliver Schmidt                   | 37    |       |       |       |       |       | Einzelhandelskaufmann                                          | Bückeburg               |
| Monique Simon                    | 21    |       |       |       |       |       | Barkeeperin                                                    | Köln                    |
| Christian Torez (Tesch bis 2019) | 19    |       |       |       |       |       | Make-up-Artist                                                 | Netzeband               |
| Maria Voskania                   | 29    |       |       |       |       |       | Sängerin                                                       | Würzburg                |
| Alphonso Williams                | 54    |       |       |       |       |       | Lagerarbeiter                                                  | Wiefelstede             |

### 1. Runde
In der 1. Runde des Dubai-Recalls absolvierten folgende neun Kandidaten ihr Casting:
| Kandidat                            | Alter  | Runde | Runde | Runde | Runde | Runde | Tätigkeit                           | Herkunft         |
| Kandidat                            | Alter  | 1.    | 2.    | 3.    | 4.    | 5.    | Tätigkeit                           | Herkunft         |
| ----------------------------------- | ------ | ----- | ----- | ----- | ----- | ----- | ----------------------------------- | ---------------- |
| Menderes Bağcı                      | 31     |       |       |       |       |       | Unterhaltungskünstler               | Langenfeld       |
| Matthias Bonrath                    | 20     |       |       |       |       |       | Rettungssanitäter bei der Feuerwehr | Bochum           |
| Dominic Fritz                       | 19     |       |       |       |       |       | Student                             | Waldbrunn        |
| Vivien „Scarlett“ Heymann           | 29     |       |       |       |       |       | Schlagersängerin                    | Wuppertal        |
| Arne Lüders und André Müller        | 35, 28 |       |       |       |       |       | Musiker                             | Kleve            |
| Noah Schärer                        | 16     |       |       |       |       |       | Schüler                             | Horgen (Schweiz) |
| Brian Straßberger (Brian Straßburg) | 38/39  |       |       |       |       |       | Rinderwirt                          | Uckermark        |
| Dana Voiculescu                     | 28     |       |       |       |       |       | Marketing Consultant                | Berlin           |

Die 1. Runde des Dubai-Recalls wurde am 4. März ausgestrahlt, die Kandidaten Leon Buche, Andreas Diekmann, Markus Gander, Bianca Jenny, Alexandros Liopiaris, Felix Marks, Danica Mae Miranda und Oliver Schmidt waren ausgeschieden. Die Kandidaten Arne Lüders, André Müller und Brian Straßburg schieden direkt nach ihrem Casting aus, Menderes Bağcı, Matthias Bonrath, Dominic Fritz, Vivien Scarlett Heymann, Noah Schärer und Dana Voiculescu kamen eine Runde weiter.

### 2. Runde
In der 2. Runde des Dubai-Recalls absolvierten folgende fünf Kandidaten ihr Casting:
| Kandidat                  | Alter | Runde | Runde | Runde | Runde | Runde | Tätigkeit                                 | Herkunft              |
| Kandidat                  | Alter | 1.    | 2.    | 3.    | 4.    | 5.    | Tätigkeit                                 | Herkunft              |
| ------------------------- | ----- | ----- | ----- | ----- | ----- | ----- | ----------------------------------------- | --------------------- |
| Mihaela Cataj             | 24    |       |       |       |       |       | Bedienung                                 | Rosenheim             |
| Angelika Helfrich         | 32    |       |       |       |       |       | Sängerin                                  | Kirchheim bei München |
| Daniel Johnson Burrell    | 22    |       |       |       |       |       | Fliesenleger                              | Mainz                 |
| Viviana Milioti           | 20    |       |       |       |       |       | Studentin, Hochzeitssängerin              | Saarlouis             |
| Sophia Verena Trzarnowski | 18    |       |       |       |       |       | Auszubildende Kauffrau für Büromanagement | Aue                   |

Die 2. Runde des Dubai-Recalls wurde am 11. März ausgestrahlt, die Kandidaten Mariam Akopjan, Michelle Alcaraz, Menderes Bağcı, Natalie Ehrlich, Robert Jakimovski, Ersan Kurtisov, Natascha Lefert, Alexandra Lexer, Elisabete Mendes Salgueiro und Dana Voiculescu schieden aus. Die Neulinge Mihaela Cataj, Angelika Helfrich, Daniel Johnson Burrell, Viviana Miloti und Sophia Verena Trzarnowski kamen nach ihrem Casting eine Runde weiter.
Natalie Ehrlich, Alexandra Lexer, Maria Voskania, Monique Simon und Alphonso Williams wurden von Dieter Bohlen zu einem Abendessen eingeladen, bei dem er verkündete, dass es Jury-Fehlentscheidungen gab, das Ausscheiden von Natalie Ehrlich und Alexandra Lexer rückgängig gemacht werde und sie in der nächsten Runde wieder auftreten dürften.

### 3. Runde
In der 3. Runde des Dubai-Recalls absolvierten folgende fünf Kandidaten ihr Casting:
| Kandidat                         | Alter | Runde | Runde | Runde | Runde | Runde | Tätigkeit    | Herkunft            |
| Kandidat                         | Alter | 1.    | 2.    | 3.    | 4.    | 5.    | Tätigkeit    | Herkunft            |
| -------------------------------- | ----- | ----- | ----- | ----- | ----- | ----- | ------------ | ------------------- |
| Jasmin und Nadine Abou-El-Hassan | 20    |       |       |       |       |       | Schülerinnen | Mannheim            |
| Ruben Mateo                      | 21    |       |       |       |       |       | Student      | Brühl               |
| Armando Sarowny                  | 26    |       |       |       |       |       | Eventmanager | Mainz               |
| Chanelle Wyrsch                  | 20    |       |       |       |       |       | Bürokauffrau | Hünenberg (Schweiz) |

Die 3. Runde des Dubai-Recalls wurde am 18. März ausgestrahlt, die Kandidaten Carolin Bäz-Dölle, Dominic Fritz, Angelika Helfrich, Vivien Scarlett Heymann, Patrick Keil, Daniel Johnson Burrell, Alexandra Lexer und Sophia Verena Trzarnowski schieden aus. Für die Newcomer Jasmin und Nadine Abou-El-Hassan ging es sofort wieder zurück; Ruben Mateo, Armando Sarowny und Chanelle Wyrsch kamen eine Runde weiter.

### 4. Runde
In der 4. Runde des Dubai-Recalls absolvierten folgende fünf Kandidaten ihr Casting:
| Kandidat                   | Alter | Runde | Runde | Runde | Runde | Runde | Tätigkeit                                              | Herkunft |
| Kandidat                   | Alter | 1.    | 2.    | 3.    | 4.    | 5.    | Tätigkeit                                              | Herkunft |
| -------------------------- | ----- | ----- | ----- | ----- | ----- | ----- | ------------------------------------------------------ | -------- |
| Benjamin Timon Donndorf    | 25    |       |       |       |       |       | Krankenpfleger                                         | Hagen    |
| Arielle Rippegather        | 26    |       |       |       |       |       | Make-up-Artist                                         | Berlin   |
| Andre Schimmel             | 29    |       |       |       |       |       | Künstler                                               | Augsburg |
| Katrin „Kathy Depp“ Selter | 22    |       |       |       |       |       | Studentin (Psychologie und Psychotherapie), YouTuberin | Bochum   |
| Angelika Ewa Turo          | 28    |       |       |       |       |       | Auszubildende zur Zahnarzthelferin                     | Duisburg |

Die 4. Runde des Dubai-Recalls wurde am 25. März ausgestrahlt, die Kandidaten Lucia Desideria Dragone, Natalie Ehrlich und Christian Tesch schieden aus. Die Neulinge Marco Rippegather, Andre Schimmel und Katrin Selter mussten sich direkt nach ihrem Casting verabschieden, Benjamin Timon Donndorf und Angelika Ewa Turo kamen eine Runde weiter.

### 5. Runde
Die 5. Runde des Dubai-Recalls wurde am 1. April ausgestrahlt, wobei nach den Auftritten die finale Entscheidung – auch für die Kandidaten – erstmals auf den Abend der ersten Mottoshow am 8. April vertagt wurde. Lediglich die Kandidaten Viviana Milioti, Chamelle Moser und Giuseppe Riggio waren zuvor wegen ihrer für eine Live-Show als unzureichend bewerteten Performance ausgeschieden. Letztlich gab RTL bereits einen Tag vorher bekannt, dass Benjamin Timon Donndorf, Alphonso Williams und Andrea Renzullo nicht mehr teilnehmen würden. Während Renzullos Teilnahme wegen der erfolglosen Kündigung eines früheren Management-Vertrages abgesagt werden musste, stieß das unbegründete Ausscheiden von Williams, der im Laufe der Sendung von jedem Juror stets ein „Ja“ erhalten hatte, in sozialen Netzwerken auf große Ablehnung und Shitstorms bei den Zuschauern.
Die Top-13-Kandidaten, die in den Mottoshows auftreten durften, waren Matthias Bonrath, Sandro Brehorst, Mihaela Cataj, Duygu Goenel, Alexander Jahnke, Ivanildo Kembel, Ruben Mateo, Armando Sarowny, Noah Schärer, Monique Simon, Angelika Ewa Turo, Maria Voskania und Chanelle Wyrsch.

## Mottoshows

### Kandidaten
Von den letzten 16 Kandidaten wurden 13 für die Mottoshows ab dem 8. April ausgesucht. Nachdem das Ausscheiden von Benjamin Timon Donndorf und vor allem von Alphonso Williams im Vorfeld der ersten Mottoshow für heftigen Protest der Fans gegenüber RTL gesorgt hatten, vergab DSDS einen Tag vor Beginn der zweiten Mottoshow eine Wildcard und damit die Möglichkeit, dass einer der beiden zuletzt ausgeschiedenen Kandidaten sich doch für die Live-Shows qualifizieren konnte: In einem 24-stündigen Online-Voting auf der offiziellen Website wurde Alphonso Williams mit 91 Prozent der Stimmen in die Top 11 gewählt.
| Platz | Kandidat                | Ausgeschieden am | Motto                                               |
| ----- | ----------------------- | ---------------- | --------------------------------------------------- |
| 1.    | Alphonso Williams       | Sieger 1         | Finale Beliebiges Lied, Staffelhighlight, Finalsong |
| 2.    | Alexander Jahnke        | 6. Mai           | Finale Beliebiges Lied, Staffelhighlight, Finalsong |
| 3.    | Maria Voskania          | 6. Mai           | Finale Beliebiges Lied, Staffelhighlight, Finalsong |
| 4.    | Duygu Goenel            | 6. Mai           | Finale Beliebiges Lied, Staffelhighlight, Finalsong |
| 5.    | Noah Schärer            | 29. April        | Hymnen der Musikgeschichte                          |
| 6.    | Chanelle Wyrsch         | 29. April        | Hymnen der Musikgeschichte                          |
| 7.    | Sandro Brehorst         | 22. April        | Filmhits                                            |
| 8.    | Monique Simon           | 22. April        | Filmhits                                            |
| 9.    | Ivanildo Kembel         | 15. April        | Lieblingssongs                                      |
| 10.   | Ruben Mateo             | 15. April        | Lieblingssongs                                      |
| 11.   | Armando Sarowny         | 15. April        | Lieblingssongs                                      |
| 12.   | Mihaela Cataj           | 8. April         | Partyhits                                           |
| 13.   | Angelika Ewa Turo       | 8. April         | Partyhits                                           |
| 14.   | Matthias Bonrath        | 8. April         | Partyhits                                           |
|       |                         |                  |                                                     |
| 15.   | Benjamin Timon Donndorf | 14. April 1      |                                                     |
| 16.   | Andrea Renzullo         | 1. April         |                                                     |

### Resultate
|          | Erste Mottoshow 8. April Partyhits | Zweite Mottoshow 15. April Lieblingssongs | Dritte Mottoshow 22. April Filmhits | Halbfinale 29. April Hymnen der Musikgeschichte | Finale 6. Mai Beliebiges Lied, Staffelhighlight,Finalsong |
| -------- | ---------------------------------- | ----------------------------------------- | ----------------------------------- | ----------------------------------------------- | --------------------------------------------------------- |
| Platz 1  | Maria 17,21 %                      | Alphonso 31,48 %                          | Alphonso 35,66 %                    | Alphonso 34,68 %                                | Alphonso 40,54 %                                          |
| Platz 2  | Alexander 16,42 %                  | Alexander 18,46 %                         | Alexander 12,76 %                   | Alexander 22,79 %                               | Alexander 30,91 %                                         |
| Platz 3  | Duygu 14,90 %                      | Maria 10,62 %                             | Maria 11,50 %                       | Maria 19,97 %                                   | Maria 18,00 %                                             |
| Platz 4  | Noah 9,19 %                        | Duygu 09,97 %                             | Noah 11,45 %                        | Duygu 10,07 %                                   | Duygu 10,55 %                                             |
| Platz 5  | Chanelle 06,90 %                   | Monique 05,92 %                           | Duygu 09,67 %                       | Noah 06,28 %                                    |                                                           |
| Platz 6  | Ivanildo 05,85 %                   | Chanelle 05,38 %                          | Chanelle 07,21 %                    | Chanelle 06,21 %                                |                                                           |
| Platz 7  | Monique 05,42 %                    | Sandro 05,01 %                            | Sandro 06,11 %                      |                                                 |                                                           |
| Platz 8  | Armando 04,85 %                    | Noah 04,97 %                              | Monique 05,64 %                     |                                                 |                                                           |
| Platz 9  | Sandro 04,47 %                     | Ivanildo 02,98 %                          |                                     |                                                 |                                                           |
| Platz 10 | Ruben 04,36 %                      | Ruben 02,87 %                             |                                     |                                                 |                                                           |
| Platz 11 | Mihaela 03,90 %                    | Armando 02,33 %                           |                                     |                                                 |                                                           |
| Platz 12 | Angelika 03,36 %                   |                                           |                                     |                                                 |                                                           |
| Platz 13 | Matthias 03,17 %                   |                                           |                                     |                                                 |                                                           |

### Erste Mottoshow
Die erste Mottoshow wurde am 8. April ausgestrahlt. Der Gruppensong war Crying at the Discoteque von Alcazar, das Motto war „Partyhits“. Die Kandidaten Matthias Bonrath, Mihaela Cataj und Angelika Ewa Turo mussten die Show verlassen.
|  | Endz. | Name              | Alter | Interpret, Lied                                                   | Bemerkung     | Platzierung |
|  | ----- | ----------------- | ----- | ----------------------------------------------------------------- | ------------- | ----------- |
|  | 01    | Duygu Goenel      | 22    | David Guetta ft. Kelly Rowland – When Love Takes Over             | weiter        | 3 (14,90 %) |
|  | 02    | Matthias Bonrath  | 20    | Kings of Leon – Sex On Fire                                       | ausgeschieden | 13 (3,17 %) |
|  | 03    | Mihaela Cataj     | 24    | John Travolta ft. Olivia Newton-John – You’re the One That I Want | ausgeschieden | 11 (3,90 %) |
|  | 04    | Ivanildo Kembel   | 40    | Pharrell Williams – Happy                                         | weiter        | 6 0(5,85 %) |
|  | 05    | Angelika Ewa Turo | 28    | Anna-Maria Zimmermann – 100.000 leuchtende Sterne                 | ausgeschieden | 12 (3,36 %) |
|  | 06    | Alexander Jahnke  | 29    | Gestört aber geil ft. Sebastian Hämer – Ich & Du                  | weiter        | 2 (16,42 %) |
|  | 07    | Chanelle Wyrsch   | 20    | Andrea Berg – Ich werde lächeln wenn du gehst                     | weiter        | 5 0(6,90 %) |
|  | 08    | Ruben Mateo       | 21    | Ricky Martin – María                                              | weiter        | 10 (4,36 %) |
|  | 09    | Maria Voskania    | 29    | Anastacia – I’m Outta Love                                        | weiter        | 1 (17,21 %) |
|  | 10    | Noah Schärer      | 16    | Chris Brown – Yeah 3x                                             | weiter        | 4 0(9,19 %) |
|  | 11    | Monique Simon     | 21    | Clean Bandit ft. Sean Paul & Anne-Marie – Rockabye                | weiter        | 7 0(5,42 %) |
|  | 12    | Sandro Brehorst   | 18    | Avicii – Waiting for Love                                         | weiter        | 9 0(4,47 %) |
|  | 13    | Armando Sarowny   | 26    | Swedish House Mafia ft. John Martin – Don’t You Worry Child       | weiter        | 8 0(4,85 %) |

### Zweite Mottoshow
Die zweite Mottoshow wurde am 15. April ausgestrahlt. Der Gruppensong war Shed a Light ft. Cheat Codes von Robin Schulz und David Guetta, das Motto war „Lieblingssongs“. Erstmals in der Geschichte von Deutschland sucht den Superstar wurde, aufgrund vieler Kritik und u. a. Aufrufen zum Boykott der Sendung nach Alphonso Williams’ Ausscheiden, zwei vor den Mottoshows ausgeschiedenen Kandidaten, Alphonso Williams und Benjamin Timon Donndorf, ermöglicht, an den Mottoshows teilzunehmen. Die Zuschauer durften von Donnerstag, dem 13. April, um 18 Uhr bis Freitag, dem 14. April, um 18 Uhr in einem Online-Voting über die offizielle Website der Sendung entscheiden, welcher der beiden Kandidaten in den Mottoshows auftreten darf: Alphonso Williams entschied die Abstimmung mit 91 Prozent der Stimmen für sich. Dieter Bohlen erklärte in der Sendung, dass die Jury aufgrund von „Vertragsproblemen“ von Kandidaten diese nicht in die Mottoshows mitnehmen durfte. Die Kandidaten Ivanildo Kembel, Ruben Mateo und Armando Sarowny mussten die Show verlassen.
|  | Endz. | Name              | Alter | Interpret, Lied                                     | Bemerkung     | Platzierung |
|  | ----- | ----------------- | ----- | --------------------------------------------------- | ------------- | ----------- |
|  | 01    | Maria Voskania    | 29    | Marianne Rosenberg – Ich bin wie du                 | weiter        | 3 (10,62 %) |
|  | 02    | Ivanildo Kembel   | 40    | Stevie Wonder – Signed, Sealed, Delivered I’m Yours | ausgeschieden | 9 0(2,98 %) |
|  | 03    | Armando Sarowny   | 26    | Robbie Williams – Let Me Entertain You              | ausgeschieden | 11 (2,33 %) |
|  | 04    | Noah Schärer      | 16    | Aloe Blacc – I Need A Dollar                        | weiter        | 8 0(4,97 %) |
|  | 05    | Sandro Brehorst   | 18    | Imagine Dragons – Radioactive                       | weiter        | 7 0(5,01 %) |
|  | 06    | Chanelle Wyrsch   | 20    | Vanessa Mai – Ich sterb für dich                    | weiter        | 6 0(5,38 %) |
|  | 07    | Monique Simon     | 21    | Adele – Make You Feel My Love                       | weiter        | 5 0(5,92 %) |
|  | 08    | Alphonso Williams | 54    | Rose Royce – Car Wash                               | weiter        | 1 (31,48 %) |
|  | 09    | Ruben Mateo       | 21    | Ne-Yo – So Sick                                     | ausgeschieden | 10 (2,87 %) |
|  | 10    | Duygu Goenel      | 22    | Jennifer Lopez – Let’s Get Loud                     | weiter        | 4 0(9,97 %) |
|  | 11    | Alexander Jahnke  | 29    | Clueso – Gewinner                                   | weiter        | 2 (18,46 %) |

### Dritte Mottoshow
Die dritte Mottoshow wurde am 22. April ausgestrahlt. Der Gruppensong war Can’t Stop the Feeling! von Justin Timberlake, das Motto war „Filmhits“. Die Kandidaten traten diesmal nicht nur solo auf, sondern auch im Duett. Die Kandidaten Sandro Brehorst und Monique Simon mussten die Show verlassen.
|  | Endz. | Name              | Alter | Interpret, Lied                                                                         | Interpret, Lied (Duett)                                                              | Bemerkung     | Platzierung |
|  | ----- | ----------------- | ----- | --------------------------------------------------------------------------------------- | ------------------------------------------------------------------------------------ | ------------- | ----------- |
|  | 01    | Sandro Brehorst   | 18    | Kenny Loggins – Footloose (Film: Footloose)                                             | Joe Cocker & Jennifer Warnes – Up Where We Belong (Film: Ein Offizier und Gentleman) | ausgeschieden | 7 0(6,11 %) |
|  | 02    | Duygu Goenel      | 23    | Céline Dion – All by Myself (Film: Bridget Jones)                                       | Mariah Carey & Whitney Houston – When You Believe (Film: Der Prinz von Ägypten)      | weiter        | 5 0(9,67 %) |
|  | 03    | Alexander Jahnke  | 29    | Mark Forster – Chöre (Film: Willkommen bei den Hartmanns)                               | Ronan Keating & Jeanette – We’ve Got Tonight (Serie: Glee)                           | weiter        | 2 (12,76 %) |
|  | 04    | Noah Schärer      | 16    | Ben E. King – Stand by Me (Film: Stand by Me – Das Geheimnis eines Sommers)             | The Four Tops – I Can’t Help Myself (Film: Forrest Gump)                             | weiter        | 4 (11,45 %) |
|  | 05    | Monique Simon     | 21    | Christina Aguilera ft. Lil’ Kim, Mýa & P!nk – Lady Marmalade (Film: Moulin Rouge)       | Mariah Carey & Whitney Houston – When You Believe (Film: Der Prinz von Ägypten)      | ausgeschieden | 8 0(5,64 %) |
|  | 06    | Chanelle Wyrsch   | 20    | Ella Endlich – Küss mich, halt mich, lieb mich (Film: Drei Haselnüsse für Aschenbrödel) | Ronan Keating & Jeanette – We’ve Got Tonight (Serie: Glee)                           | weiter        | 6 0(7,21 %) |
|  | 07    | Alphonso Williams | 54    | The Trammps – Disco Inferno (Film: Saturday Night Fever)                                | The Four Tops – I Can’t Help Myself (Film: Forrest Gump)                             | weiter        | 1 (35,66 %) |
|  | 08    | Maria Voskania    | 29    | Die Schöne und das Biest – Märchen schreibt die Zeit (Film: Die Schöne und das Biest)   | Joe Cocker & Jennifer Warnes – Up Where We Belong (Film: Ein Offizier und Gentleman) | weiter        | 3 (11,50 %) |

### Vierte Mottoshow (Halbfinale)
Das Halbfinale wurde am 29. April mit dem Motto „Hymnen der Musikgeschichte“ ausgestrahlt. Erstmals in der Staffel wurde die Entscheidung darüber, wer die vier Finalisten sind, erst nach der Show und einem anschließenden Boxkampf zwischen Wladimir Klitschko und Anthony Joshua ausgestrahlt. Auch der Gruppensong The Final Countdown von Europe wurde diesmal nicht vor der Show, sondern erst bei der Entscheidungsshow dargeboten. Die Kandidaten Noah Schärer und Chanelle Wyrsch mussten die Show verlassen, Duygu Goenel, Alexander Jahnke, Maria Voskania und Alphonso Williams sind die vier Finalisten.
|  | Endz. | Name              | Alter | Interpret, Lied                          | Bemerkung     | Platzierung |
|  | ----- | ----------------- | ----- | ---------------------------------------- | ------------- | ----------- |
|  | 01    | Chanelle Wyrsch   | 20    | Helene Fischer – Atemlos durch die Nacht | ausgeschieden | 6 0(6,21 %) |
|  | 02    | Duygu Goenel      | 23    | Whitney Houston – One Moment in Time     | weiter        | 4 (10,07 %) |
|  | 03    | Noah Schärer      | 16    | The Beatles – Let It Be                  | ausgeschieden | 5 0(6,28 %) |
|  | 04    | Alexander Jahnke  | 30    | Marius Müller-Westernhagen – Freiheit    | weiter        | 2 (22,79 %) |
|  | 05    | Alphonso Williams | 54    | James Brown – I Got You (I Feel Good)    | weiter        | 1 (34,68 %) |
|  | 06    | Maria Voskania    | 29    | Queen – Who Wants to Live Forever        | weiter        | 3 (19,97 %) |

### Finale
Das Finale wurde am 6. Mai ausgestrahlt. Die Finalisten Duygu Goenel, Alexander Jahnke, Maria Voskania und Alphonso Williams sangen drei Lieder, erst ein frei gewähltes, anschließend ihr persönliches Staffelhighlight und zuletzt ihren selbst komponierten Finalsong. Die vier Finalsongs wurden bereits am Freitag, den 5. Mai auf der offiziellen RTL-Internetseite zum Download freigegeben. Als Sieger der 14. Staffel Deutschland sucht den Superstar ging schließlich Alphonso Williams mit 40,54 % der Stimmen hervor.
|  | Endz. | Name              | Alter | 1. Interpret, Lied Einzelsong                  | 2. Interpret, Lied Staffelhighlight | 3. Interpret, Lied Finalsong                                                | Bemerkung        | Platzierung |
|  | ----- | ----------------- | ----- | ---------------------------------------------- | ----------------------------------- | --------------------------------------------------------------------------- | ---------------- | ----------- |
|  | 01    | Alexander Jahnke  | 30    | Unheilig – Geboren um zu leben                 | Clueso – Gewinner                   | Alexander Jahnke – Halt alle Uhren an                                       | Zweitplatzierter | 2 (30,91 %) |
|  | 02    | Maria Voskania    | 29    | Beatrice Egli – Irgendwann                     | Helene Fischer – Unser Tag          | Maria Voskania – Magie                                                      | Drittplatzierte  | 3 (18,00 %) |
|  | 03    | Duygu Goenel      | 23    | Ella Henderson – Ghost                         | Oleta Adams – Get Here              | Duygu Goenel – Passenger                                                    | Viertplatzierte  | 4 (10,55 %) |
|  | 04    | Alphonso Williams | 54    | The Isley Brothers – Stop! In the Name of Love | The Trammps – Disco Inferno         | Alphonso Williams – What Becomes of the Broken Hearted (Jimmy-Ruffin-Cover) | Sieger           | 1 (40,54 %) |